# Вітумнус
Вітумнус (лат. Vitumnus) — римське божество або персоніфікація, що асоціюється з актом створення або «оживлення» (від лат. vitus — життя). Він є частиною групи дрібних, часто спеціалізованих римських божеств, які відповідали за конкретні аспекти людського життя та природних процесів. Вітумнус згадується у зв'язку з народженням, зокрема з початком життя, надаючи йому життєвої сили або формуючи його сутність.

## Згадки та культ
Вітумнус належить до категорії indigitamenta — списку спеціалізованих божеств, які римляни викликали для виконання конкретних функцій. Ці божества рідко мали власні храми чи великі культові центри. Їхнє вшанування було переважно ритуалістичним і відбувалося в домашніх умовах або в рамках конкретних обрядів.
Основними джерелами інформації про Вітумнуса є праці ранніх християнських авторів, таких як Тертуліан та Августин Блаженний. Вони часто перераховували цих римських божеств, щоб критикувати та висміювати політеїзм, вказуючи, на їхню думку, на абсурдність віри в безліч богів для найменших аспектів життя. Саме завдяки цим християнським авторам ми знаємо про існування Вітумнуса та його функцію.

Зокрема, Августин у своєму монументальному творі «Про Град Божий» (лат. De Civitate Dei) детально описує безліч римських богів, згадуючи Вітумнуса в контексті народження:
Що, вони [римляни] кажуть, дитина не може бути створена самим Юпітером? Вольпія дає кістки, Вітумнус дарує життя, Сенція наділяє відчуттями, і так далі.— 

## Наукові інтерпретації
Сучасні дослідники римської релігії розглядають Вітумнуса та подібних йому божеств як відображення римського прагматичного підходу до релігії. Замість узагальнених божеств, римляни створювали специфічні, функціональні сутності для кожного етапу та явища, що забезпечувало точне звернення та виконання ритуалів. Ця система свідчить про глибоке осмислення процесу життя та його етапів у римській культурі.